# Reid Simonton
Reid Simonton (* 30. März 1973 in Calgary, Alberta) ist ein ehemaliger kanadischer Eishockeyspieler, der unter anderem in der Deutschen Eishockey Liga für die Adler Mannheim und die Augsburger Panther aktiv war. 

## Karriere
Reid Simonton spielte zunächst in Kanada in einer Universitätsmannschaft, dem Team des Union College. Er wurde beim NHL Supplemental Draft 1994 von den Québec Nordiques ausgewählt, spielte jedoch nie in der National Hockey League. Nach einem Umweg über das ECHL-Team der Richmond Renegades und die kanadische Nationalmannschaft wechselte er 1997 nach Finnland zu dem Team von Tappara Tampere, bevor er 1998 zu den Adler Mannheim wechselte. In 74 Spielen als Verteidiger erzielte er insgesamt fünf Scorerpunkte, darunter zwei Tore. Mit den Adler Mannheim konnte er in dieser Saison Deutscher Meister werden. Nach einer Abstecher in die britische Ice Hockey Superleague zu den Bracknell Bees kehrte er nach Deutschland zu den Augsburger Panther zurück. In zwei Jahren erzielte er dort in 110 Spielen 22 Scorerpunkte, davon fünf Tore. Danach trat Simonton die Reise durch die europäischen Eishockeyligen an. So spielte er in Österreich, Großbritannien und Dänemark. Zuletzt war er bei den Coventry Blaze in Großbritannien aktiv.

## Erfolge und Auszeichnungen
- 1993 ECAC All-Rookie Team
- 1997 Spengler-Cup-Gewinn mit dem Team Canada
- 1999 Deutscher Meister mit den Adler Mannheim
- 2007 Britischer Meister mit den Coventry Blaze
- 2007 Challenge-Cup-Gewinn mit den Coventry Blaze